# Реннау
Реннау (нем. Rennau) — община в Германии, в земле Нижняя Саксония.
Входит в состав района Хельмштедт. Подчиняется управлению Граслебен. Население составляет 724 человека (на 31 декабря 2010 года). Занимает площадь 22,6 км².
Коммуна подразделяется на 3 сельских округа.
| Год  | Население |
| ---- | --------- |
| 1990 | 667       |
| 1995 | 687       |
| 2000 | 732       |
| 2005 | 736       |
| 2010 | 712       |